# Парламентские выборы в Трансиордании (1931)
Досрочные парламентские выборы в Трансиордании 1931 года прошли 10 июня после того, как Законодательный совет был распущен 9 января. Это были вторыми парламентскими выборами в истории страны.

## Избирательная система
Основной закон 1928 года предусматривал однопалатный Законодательный совет. 16 избранных членов парламента должны были войти в Совет вместе с 6 членами кабинета министров, включая премьер-министра.

## Результаты
Были избраны 16 членов Законодательного совета.

## Последствия
Абдалла Саррадж сформировал новое правительство Трансиордании, в которое вошли Тавфик Абу аль-Худа, Оде аль-Ксус, Омар Хекмат, Шокри Шашаах и Адиб аль-Кайед. 18 октября 1933 года новое правительство сформировал Ибрахим Хашим. В него вошли Оде аль-Ксус, Саид аль-Муфти, Шокри Шашаах, Хашим Хиар и Касим аль-Хендави.
Избранный Законодательный совет проработал полный срок до очередных выборов 10 июня 1934 года.